# Pauline Viardot-García
Michelle Ferdinande Pauline Viardot-García, född 18 juli 1821 i Paris, död där 18 maj 1910, var en fransk sångerska. Hon var dotter till Manuel García den äldre samt syster till Maria Malibran och Manuel García den yngre.

## Biografi
Pauline García var elev i pianospel för Marcos Vega i Mexiko samt för Charles Meysenberg och Franz Liszt i Paris och studerade där musikteori för Anton Reicha. Sång lärde hon huvudsakligen genom att ackompanjera vid sin fars lektioner, tillägnade sig hans utmärkta italienska sångmetod och väckte 1837 uppseende som sångerska i Bryssel, varpå hon gjorde en turné till Tyskland och Paris. 
På scenen debuterade hon som Desdemona (i Rossinis Otello) i London 1839 med lysande framgång, och samma år engagerades hon vid Théâtre italien i Paris, vars direktör, Louis Viardot, 1840 blev hennes make och då övergav direktörskapet för att ledsaga henne på konsert- och gästspelsresor till Italien, Spanien, Tyskland, Ryssland och England. 
År 1849 kreerade hon Fides i Profeten på Stora operan i Paris, och 1859 bidrog hon väsentligt till den lyckliga återuppståndelsen av Glucks Orfeus och Eurydike på Théâtre Lyrique. År 1863 lämnade hon scenen och bosatte sig som sångpedagog och kompositör i Baden-Baden, som hon dock vid kriget 1870–1871 måste lämna, varpå hon återvände till Paris. 
Hon blev 1870 ledamot av Musikaliska akademien i Stockholm. Bland hennes många sceniska prestationer, lika utmärkta vilken genre eller nationell färg de än tillhörde, nämns utom de ovan omtalade Alceste, Ifigenia, Norma, Rosina i Barberaren i Sevilla, Somnambula, Donna Anna i Don Juan och Valentine i Hugenotterna som de förnämsta. Med en grundlig musikalisk bildning förenade hon en aktningsvärd kompositorisk begåvning, som visar sig i de privat uppförda operetterna Le dernier sorcier, L'ogre och Trop de femmes (den först nämnda även offentligen given i Tyskland), stycken för piano och violin, flera pikanta och mycket sjungna originalvisor samt sångarrangemang av ungerska danser och Chopins mazurkor. 
Om hennes förmåga som sånglärarinna vittnar hennes elever Désirée Artôt, Marianne Brandt, Bianca Bianchi, Mathilda Grabow, Pauline Lucca med flera. "I allt vad angår metod, känsla och uttryck", säger Liszt, "skulle det vara svårt att finna ett namn, värt att nämnas vid sidan av Malibrans syster; hos henne tjänar virtuositeten blott till uttrycksmedel för idén." Denna virtuositet var under hennes glansdagar så stor, att hon obesvärat sjöng även instrumentalstycken sådana som Giuseppe Tartinis Djävulsdrill. Hennes röst sträckte sig från f till c3, men var lika litet som hennes drag av någon synnerlig skönhet; det var hennes genialiska uttrycksförmåga i båda delarna, som skapade hennes framgångar. 
Hennes musikaliska talang gick i arv på hennes barn. Dottern Louise Héritte-Viardot vistades en tid som sånglärarinna i Stockholm, där hon 1880 och 1883 under egen medverkan som orkesterdirigent eller pianist lät höra några av sina karakteristiska kompositioner till operorna Lindoro och Bacchusfesten ävensom visor och kammarmusik. 
Sonen Paul Viardot, som var elev till Hubert Léonard, uppträdde med framgång som violinvirtuos i Paris (1876), London, Bryssel och Stockholm (1879, 1881, 1906 och 1907). Han skrev 1908 redogörelsen Rapport officiell sur la musique en Scandinavie.